# Peperomia chlorodisca
Peperomia chlorodisca är en pepparväxtart som beskrevs av Friedrich Ludwig Diels. Peperomia chlorodisca ingår i släktet peperomior, och familjen pepparväxter. Inga underarter finns listade i Catalogue of Life.